# Hurtigfærge
Hurtigfærge (eller katamaranfærge) kalder man en færge, der kan sejle 40 knob (74 km/t.) eller mere. [kilde mangler]
Danmark
- BornholmerFærgen
  - Villum Clausen
  - Leonora Christina

- Mols-Linien
  - Mai Mols
  - Mie Mols
  - Max Mols.

- Fjord Line
  - Fjord Cat – Hirtshals, Kristiansand

- Stena Line
  - Stena Carisma – Göteborg, Sverige – Frederikshavn, Danmark (Stena Line Express)

Frankrig
- Manche Iles Express – Frankrig – Channel Islands.

Grækenland
- Hellenic Seaways: Flere mellem Grækenland til adskillige øer i det Ægæiske Hav for eksempel Kreta: Eksempler:
  - Flying Cat 4 Heraklion, Kreta – Ios / Mykonos / Paros / Santorini
  - Highspeed 4 Piræus, Grækenland – Kreta
  - Nissos Chios
  - Nissos Mykonos Piræus, Grækenland – Kreta

Irland
- Irish Ferries
- Jonathan Swift Dublin, – Holyhead, Storbritannien

- Stena Line
  - Stena Voyager – Stranraer – Belfast ruten
  - Stena Explorer – Holyhead – Dún Laoghaire ruten

Italien
- Virtu Ferries
  - flere mellem Pozzallo, Sicilien – Malta

Nederlandene
- Rederij Doeksen
  - Koegelwieck
  - Tiger

Skotland
- P&O Irish Sea
  - P&O Express:Troon Skotland / Cairnryan Skotland og Larne, Nordirland.
- Pentland Ferries – Gills bay, Scotland to St. Margarets Hope in Orkney

Storbritannien
- Brittany Ferries – Storbritannien – Frankrig
  - Normandie Express: Portsmouth – Cherbourg og Cannes
  - Normandie Vitesse: Poole to Cherbourg

- Condor Ferries – Storbritannien til Channel Islands og Frankrig.
  - Condor Express
  - Condor Vitesse
  - Condor 10

- Red Funnel – Southampton, Storbritannien till Cowes, Isle of Wight.
  - Red Jet 1, Red Jet 2, Red Jet 3 og Red Jet 4. (Kun til passagerer).

- Wightlink – Portsmouth Storbritannien til Ryde, Isle of Wight.
  - Our Lady Pamela, Wight Ryder 1, Wight Ryder 2, FastCat Shanklin and FastCat Ryde. (Kun til passagerer).

- Stena Line 
  - Stena Lynx 3 – Fishguard, Storbritannien – Rosslare, Irland (Incat 81 m